# Discocerina chalybea
Discocerina chalybea är en tvåvingeart som beskrevs av Friedrich Georg Hendel 1930. Discocerina chalybea ingår i släktet Discocerina och familjen vattenflugor. Inga underarter finns listade i Catalogue of Life.